# (9579) Passchendaele
(9579) Passchendaele est un astéroïde de la ceinture principale.

## Description
(9579) Passchendaele est un astéroïde de la ceinture principale. Il fut découvert le 3 avril 1989 à La Silla par Eric Walter Elst. Il présente une orbite caractérisée par un demi-grand axe de 2,43 UA, une excentricité de 0,12 et une inclinaison de 1,8° par rapport à l'écliptique.

## Compléments